# Medaile Nachingwea
Medaile Nachingwea je státní vyznamenání Mosambické republiky udílené vládou jako uznání za mimořádné zásluhy. Medaile je pojmenována po městě ležícím v jižní Tanzanii, Nachingwea, které bylo hlavní základnou organizace FRELIMO, jež bojovala v Mosambické válce o nezávislost proti portugalským silám.
Mezi oceněnými je i mosambický sochař Alberto Chissano (1982), malíř Malangatana Ngwenya (1984) a básník José Craveirinha (1985).